# Los Angeles Open 1977
Il Los Angeles Open 1977 è stato un torneo di tennis giocato sul sintetico indoor a Los Angeles negli Stati Uniti. È stata la 51ª edizione del torneo, che fa parte del Colgate-Palmolive Grand Prix 1977. Si è giocato dal 28 marzo al 3 aprile 1977.

## Partecipanti

### Teste di serie
| Nazionalità   | Giocatore         | Ranking | Testa di serie |
| ------------- | ----------------- | ------- | -------------- |
| Stati Uniti   | Brian Gottfried   | 10      | 1              |
| Messico       | Raúl Ramírez      | 5       | 2              |
| Stati Uniti   | Stan Smith        | 16      | 3              |
| Stati Uniti   | Roscoe Tanner     | 11      | 4              |
| Cile          | Jaime Fillol      | 24      | 5              |
| Stati Uniti   | Robert Lutz       | 20      | 6              |
| Stati Uniti   | Sandy Mayer       | 75      | 7              |
| Stati Uniti   | Cliff Richey      | 28      | 8              |
| Australia     | Geoff Masters     | 53      | 9              |
| Sudafrica     | Bernard Mitton    | 65      | 10             |
| Australia     | Ray Ruffels       | 27      | 11             |
| Stati Uniti   | Charlie Pasarell  | 56      | 12             |
| Stati Uniti   | Jeff Borowiak     | 60      | 13             |
| Nuova Zelanda | Brian Fairlie     | 36      | 14             |
| Australia     | Mark Edmondson    | 35      | 15             |
| Svezia        | Ove Nils Bengtson | 43      | 16             |

## Campioni

### Singolare
Stan Smith ha battuto in finale  Brian Gottfried con il punteggio di 6–4 2–6 6–3

### Doppio
Bob Hewitt /  Frew McMillan hanno battuto in finale  Robert Lutz /  Stan Smith con il punteggio di 6–3, 6–4